# Mincho Nikolov
Mincho Nikolov, född den 14 september 1952, är en bulgarisk roddare.
Han tog OS-brons i scullerfyra i samband med de olympiska roddtävlingarna 1980 i Moskva.